# 京成杯オータムハンデキャップ
京成杯オータムハンデキャップ（けいせいはいオータムハンデキャップ）は、日本中央競馬会 (JRA) が中山競馬場で施行する中央競馬の重賞競走（GIII）である。
本競走に寄贈賞を提供する京成電鉄は、千葉県市川市（2013年までは東京都墨田区）に本社を置き、中山競馬場の最寄り駅東中山駅を通る京成本線を運営する大手私鉄。
正賞は京成電鉄株式会社賞。

## 概要
1956年（昭和31年）、東京競馬場の2月開催（現在は5月開催）で行われる『スプリングハンデキャップ』（現・京王杯スプリングカップ）と対をなす形で創設された、馬齢4歳（現3歳）以上の競走馬による重賞競走。競走名は創設当初「オータムハンデキャップ」とされていたが、1959年（昭和34年）、京王帝都電鉄（現・京王電鉄）の寄贈賞を受けて「京王杯オータムハンデキャップ」に改称。中山競馬場の9月開催に移設された1980年から1997年（平成9年）までは、寄贈賞を出す私鉄が開催競馬場の沿線に路線を持たない状態となっていた。1998年（平成10年）の秋季競馬番組以降、京王杯2歳ステークスと寄贈賞を入れ替えて「京成杯オータムハンデキャップ」に改称され、現在に至っている。
施行距離は当初東京競馬場の芝1600mで、1963年から芝1800mへ変更。その後施行場・距離は幾度かの変更を経て、1980年以降は中山競馬場での施行が定着。1984年から現行の芝1600m（外回り）に変更された。1994年から外国産馬が、1998年から地方競馬所属馬がそれぞれ出走可能になり、2006年からは外国馬も出走可能になった。
2012年からサマーマイルシリーズの最終戦に指定された。本競走の優勝馬からは、2014年のクラレントと2017年のグランシルク、2020年のトロワゼトワルがシリーズチャンピオンになった。

### 競走条件
以下の内容は、2023年現在のもの。
出走資格：サラ系3歳以上
- 2022年9月10日以降2023年9月3日まで1回以上出走馬（未出走馬、未勝利馬を除く）
- JRA所属馬
- 地方競馬所属馬（認定馬のみ、2頭まで）
- 外国調教馬（優先出走）

負担重量：ハンデキャップ

### 賞金
2023年の1着賞金は4100万円で、以下2着1600万円、3着1000万円、4着620万円、5着410万円。

## 歴史
- 1956年 - 4歳以上の競走馬による重賞競走として「オータムハンデキャップ」の名称で創設、東京競馬場・芝1600mで施行[4]。
- 1959年 - 競走名を「京王杯オータムハンデキャップ」に変更[4]。
- 1984年 - グレード制施行によりGIII[注 2]に格付け。
- 1994年 - 混合競走に指定、外国産馬の出走が可能になる[6]。
- 1998年
  - 競走名を「京成杯オータムハンデキャップ」に変更[4][注 1]。
  - 特別指定交流競走に指定され、地方所属馬が2頭まで出走可能となる[6]。
- 2001年 - 馬齢表示の国際基準への変更に伴い、出走条件を「3歳以上」に変更。
- 2006年 - 国際競走に変更され、外国調教馬が4頭まで出走可能となる[7]。
- 2007年 - 日本のパートI国昇格に伴い、外国調教馬の出走枠が8頭に拡大[10]。
- 2012年 - サマーマイルシリーズの最終戦に組み込まれる[4]。
- 2020年 - 新型コロナウイルスの感染拡大防止のため、「無観客競馬」として実施[11]。
- 2025年 ‐ 施行日を土曜日に変更予定（同週の紫苑ステークスと施行日を変更予定）。

### 歴代優勝馬
優勝馬の馬齢は、2000年以前も現行表記に揃えている。
コース種別を表記していない距離は、芝コースを表す。
| 回数   | 施行日         | 競馬場 | 距離        | 優勝馬             | 性齢 | タイム | 優勝騎手   | 管理調教師 | 馬主                                 |
| ------ | -------------- | ------ | ----------- | ------------------ | ---- | ------ | ---------- | ---------- | ------------------------------------ |
| 第1回  | 1956年9月9日   | 東京   | 1600m       | ヒガシテラオー     | 牝3  | 1:36.2 | 高橋英夫   | 大久保房松 | 坂本清五郎                           |
| 第2回  | 1957年9月8日   | 中山   | 1800m       | タメトモ           | 牡4  | 1:53.1 | 野平祐二   | 土田順三   | 佐藤順吉                             |
| 第3回  | 1958年9月7日   | 東京   | 1600m       | トパーズ           | 牡4  | 1:36.4 | 山岡忞     | 中村広     | ロベール・グラシアニ                 |
| 第4回  | 1959年9月6日   | 東京   | 1600m       | ハククラマ         | 牡3  | 1:35.9 | 保田隆芳   | 尾形藤吉   | 西博                                 |
| 第5回  | 1960年9月4日   | 東京   | 1600m       | ヤマトノハナ       | 牝4  | 1:35.8 | 野平祐二   | 稲葉幸夫   | 門井鍋四郎                           |
| 第6回  | 1961年9月3日   | 東京   | ダート1600m | スターロツチ       | 牝4  | 1:40.2 | 高松三太   | 勝又忠     | 藤井金次郎                           |
| 第7回  | 1962年9月2日   | 東京   | 1600m       | アサユキ           | 牝3  | 1:36.5 | 野平祐二   | 佐々木猛   | 手塚栄一                             |
| 第8回  | 1963年9月8日   | 東京   | 1800m       | トキクイン         | 牝5  | 1:49.7 | 古山良司   | 稲葉幸夫   | 浅生山正夫                           |
| 第9回  | 1964年9月6日   | 中山   | 1800m       | ハヤトオー         | 牡4  | 1:50.0 | 伊藤竹男   | 古賀嘉蔵   | 梅野栄                               |
| 第10回 | 1965年10月24日 | 東京   | 1800m       | ソウリユウ         | 牝3  | 1:49.0 | 保田隆芳   | 尾形藤吉   | 草柳留三                             |
| 第11回 | 1966年9月18日  | 東京   | 1800m       | ハマテツソ         | 牡4  | 1:53.3 | 中神輝一郎 | 松山吉三郎 | 溝本儀三男                           |
| 第12回 | 1967年9月10日  | 中山   | 1800m       | スピードキング     | 牡5  | 1:48.7 | 増沢末夫   | 松永光雄   | 相良キヨ                             |
| 第13回 | 1968年9月1日   | 東京   | 1800m       | スイートフラツグ   | 牝4  | 1:50.0 | 野平祐二   | 野平省三   | 和田共弘                             |
| 第14回 | 1969年8月31日  | 東京   | ダート1700m | ライトワールド     | 牡4  | 1:43.8 | 吉永正人   | 三井末太郎 | 渡辺光一                             |
| 第15回 | 1970年8月23日  | 中山   | 1800m       | クリシバ           | 牡3  | 1:49.2 | 郷原洋行   | 吉野勇     | 栗林友二                             |
| 第16回 | 1971年8月29日  | 中山   | 1800m       | パールトン         | 牡4  | 1:48.0 | 増沢末夫   | 鈴木勝太郎 | 酒井登                               |
| 第17回 | 1972年9月3日   | 中山   | 1800m       | トーヨーアサヒ     | 牡3  | 1:49.2 | 樋口弘     | 古山良司   | （有）トーヨークラブ                 |
| 第18回 | 1973年9月16日  | 中山   | 1800m       | ラファール         | 牝5  | 1:49.3 | 中島啓之   | 奥平真治   | 高木美典                             |
| 第19回 | 1974年9月8日   | 東京   | 1800m       | スガノホマレ       | 牡5  | 1:46.5 | 野平祐二   | 秋山史郎   | 菅原光太郎                           |
| 第20回 | 1975年9月7日   | 中山   | 1800m       | ナスノチグサ       | 牝5  | 1:47.4 | 嶋田功     | 稲葉幸夫   | 那須野牧場                           |
| 第21回 | 1976年9月12日  | 東京   | 1800m       | ライバフット       | 牡3  | 1:48.0 | 中島啓之   | 奥平真治   | 鈴木勇太郎                           |
| 第22回 | 1977年9月11日  | 東京   | 1800m       | カシュウチカラ     | 牡4  | 1:48.0 | 出口明見   | 矢倉玉男   | 吉田権三郎                           |
| 第23回 | 1978年9月10日  | 東京   | 1800m       | カールスバット     | 牡4  | 1:47.2 | 中島啓之   | 奥平真治   | （有）ハイランド牧場                 |
| 第24回 | 1979年9月9日   | 東京   | 1800m       | ビンゴガルー       | 牡3  | 1:47.4 | 小島太     | 久保田彦之 | （有）芦屋                           |
| 第25回 | 1980年9月7日   | 中山   | 1800m       | サクラシンゲキ     | 牡3  | 1:47.6 | 小島太     | 境勝太郎   | （株）さくらコマース                 |
| 第26回 | 1981年9月6日   | 中山   | 1800m       | サクラシンゲキ     | 牡4  | 1:48.4 | 小島太     | 境勝太郎   | （株）さくらコマース                 |
| 第27回 | 1982年9月12日  | 中山   | 1800m       | ジュウジアロー     | 牝5  | 1:53.2 | 蛯沢誠治   | 加藤修甫   | 岡田充司                             |
| 第28回 | 1983年9月11日  | 中山   | 1800m       | キヨヒダカ         | 牡5  | 1:47.6 | 蛯沢誠治   | 森安弘昭   | 清峯隆                               |
| 第29回 | 1984年9月9日   | 中山   | 1600m       | ヨシノエデン       | 牡4  | 1:32.9 | 増沢末夫   | 鈴木康弘   | 醍醐ホース（株）                     |
| 第30回 | 1985年9月8日   | 中山   | 1600m       | エルプス           | 牝3  | 1:33.0 | 木藤隆行   | 久恒久夫   | 小畑安雄                             |
| 第31回 | 1986年9月7日   | 中山   | 1600m       | アイランドゴッテス | 牝4  | 1:34.6 | 増沢末夫   | 野平富久   | 嶋村二三男                           |
| 第32回 | 1987年9月13日  | 中山   | 1600m       | ダイナアクトレス   | 牝4  | 1:32.2 | 岡部幸雄   | 矢野進     | （有）社台レースホース               |
| 第33回 | 1988年9月11日  | 新潟   | 1600m       | ホクトヘリオス     | 牡4  | 1:34.1 | 柴田善臣   | 中野隆良   | 金森森商事（株）                     |
| 第34回 | 1989年9月10日  | 中山   | 1600m       | マティリアル       | 牡5  | 1:33.6 | 岡部幸雄   | 田中和夫   | 和田共弘                             |
| 第35回 | 1990年9月9日   | 中山   | 1600m       | オラトリオ         | 牡4  | 1:33.0 | 田中勝春   | 大久保洋吉 | 大原詔宏                             |
| 第36回 | 1991年9月8日   | 中山   | 1600m       | バリエンテー       | 牡5  | 1:33.7 | 杉浦宏昭   | 二本柳俊一 | 横山秀男                             |
| 第37回 | 1992年9月13日  | 中山   | 1600m       | トシグリーン       | 牡5  | 1:32.8 | 上村洋行   | 柳田次男   | 上村孝輝                             |
| 第38回 | 1993年9月12日  | 中山   | 1600m       | マイスタージンガー | 牡4  | 1:33.7 | 蛯名正義   | 前田禎     | 山崎淨                               |
| 第39回 | 1994年9月11日  | 中山   | 1600m       | サクラチトセオー   | 牡4  | 1:32.1 | 的場均     | 境勝太郎   | （株）さくらコマース                 |
| 第40回 | 1995年9月10日  | 中山   | 1600m       | ドージマムテキ     | 牡5  | 1:32.7 | 柴田善臣   | 森秀行     | 堂島和夫                             |
| 第41回 | 1996年9月8日   | 中山   | 1600m       | クラウンシチー     | 牡6  | 1:35.0 | 柴田善臣   | 奥平真治   | （株）友駿ホースクラブ               |
| 第42回 | 1997年9月7日   | 中山   | 1600m       | クロカミ           | 牝4  | 1:33.8 | 岡部幸雄   | 松山康久   | 溝本儀三男                           |
| 第43回 | 1998年9月13日  | 中山   | 1600m       | シンコウスプレンダ | 牡4  | 1:32.7 | 横山典弘   | 古賀史生   | 安田修                               |
| 第44回 | 1999年9月12日  | 中山   | 1600m       | サンライズアトラス | 牡5  | 1:32.8 | 安田康彦   | 安田伊佐夫 | （株）松岡                           |
| 第45回 | 2000年9月10日  | 中山   | 1600m       | シンボリインディ   | 牡4  | 1:34.5 | 岡部幸雄   | 藤沢和雄   | シンボリ牧場                         |
| 第46回 | 2001年9月9日   | 中山   | 1600m       | ゼンノエルシド     | 牡4  | 1:31.5 | 横山典弘   | 藤沢和雄   | 大迫忍                               |
| 第47回 | 2002年9月8日   | 新潟   | 1600m       | ブレイクタイム     | 牡5  | 1:31.9 | 松永幹夫   | 山本正司   | （有）ノースヒルズマネジメント       |
| 第48回 | 2003年9月14日  | 中山   | 1600m       | ブレイクタイム     | 牡6  | 1:33.9 | 松永幹夫   | 山本正司   | （有）ノースヒルズマネジメント       |
| 第49回 | 2004年9月12日  | 中山   | 1600m       | マイネルモルゲン   | 牡4  | 1:32.8 | 後藤浩輝   | 堀井雅広   | （株）サラブレッドクラブ・ラフィアン |
| 第50回 | 2005年9月11日  | 中山   | 1600m       | マイネルモルゲン   | 牡5  | 1:33.3 | 柴田善臣   | 堀井雅広   | （株）サラブレッドクラブ・ラフィアン |
| 第51回 | 2006年9月10日  | 中山   | 1600m       | ステキシンスケクン | 牡3  | 1:32.0 | 後藤浩輝   | 森秀行     | 榮義則                               |
| 第52回 | 2007年9月9日   | 中山   | 1600m       | キングストレイル   | 牡5  | 1:32.6 | 田中勝春   | 藤沢和雄   | （有）サンデーレーシング             |
| 第53回 | 2008年9月14日  | 中山   | 1600m       | キストゥヘヴン     | 牝5  | 1:32.1 | 藤田伸二   | 戸田博文   | 吉田和子                             |
| 第54回 | 2009年9月13日  | 中山   | 1600m       | ザレマ             | 牝5  | 1:32.1 | 内田博幸   | 音無秀孝   | 吉田照哉                             |
| 第55回 | 2010年9月12日  | 中山   | 1600m       | ファイアーフロート | 牡4  | 1:32.8 | 津村明秀   | 小笠倫弘   | 臼田浩義                             |
| 第56回 | 2011年9月11日  | 中山   | 1600m       | フィフスペトル     | 牡5  | 1:31.9 | 横山典弘   | 加藤征弘   | （有）キャロットファーム             |
| 第57回 | 2012年9月9日   | 中山   | 1600m       | レオアクティブ     | 牡3  | 1:30.7 | 横山典弘   | 杉浦宏昭   | 田中博之                             |
| 第58回 | 2013年9月8日   | 中山   | 1600m       | エクセラントカーヴ | 牝4  | 1:31.8 | 戸崎圭太   | 堀宣行     | 吉田照哉                             |
| 第59回 | 2014年9月14日  | 新潟   | 1600m       | クラレント         | 牡5  | 1:33.3 | 田辺裕信   | 橋口弘次郎 | 前田晋二                             |
| 第60回 | 2015年9月13日  | 中山   | 1600m       | フラアンジェリコ   | 牡7  | 1:33.3 | 田辺裕信   | 斎藤誠     | （有）サンデーレーシング             |
| 第61回 | 2016年9月11日  | 中山   | 1600m       | ロードクエスト     | 牡3  | 1:33.0 | 池添謙一   | 小島茂之   | （株） ロードホースクラブ            |
| 第62回 | 2017年9月10日  | 中山   | 1600m       | グランシルク       | 牡5  | 1:31.6 | 田辺裕信   | 戸田博文   | （有）シルクレーシング               |
| 第63回 | 2018年9月9日   | 中山   | 1600m       | ミッキーグローリー | 牡5  | 1:32.4 | C.ルメール | 国枝栄     | 野田みづき                           |
| 第64回 | 2019年9月8日   | 中山   | 1600m       | トロワゼトワル     | 牝4  | 1:30.3 | 横山典弘   | 安田隆行   | （有）社台レースホース               |
| 第65回 | 2020年9月13日  | 中山   | 1600m       | トロワゼトワル     | 牝5  | 1:33.9 | 横山典弘   | 安田隆行   | （有）社台レースホース               |
| 第66回 | 2021年9月12日  | 中山   | 1600m       | カテドラル         | 牡5  | 1:32.0 | 戸崎圭太   | 池添学     | （有）キャロットファーム             |
| 第67回 | 2022年9月11日  | 中山   | 1600m       | ファルコニア       | 牡5  | 1:33.6 | 吉田隼人   | 高野友和   | （有）社台レースホース               |
| 第68回 | 2023年9月10日  | 中山   | 1600m       | ソウルラッシュ     | 牡5  | 1:31.6 | 松山弘平   | 池江泰寿   | 石川達絵                             |
| 第69回 | 2024年9月8日   | 中山   | 1600m       | アスコリピチェーノ | 牝3  | 1:30.8 | C.ルメール | 黒岩陽一   | （有）サンデーレーシング             |